# Elzear z Sabran
Elzear z Sabran (ur. w 1285 w Prowansji; zm. 27 września 1323 w Paryżu) – francuski święty Kościoła katolickiego.

## Życiorys
Po śmierci ojca został mianowany hrabią Ariano Irpino w królestwie neapolitańskim. Jego żoną była bł. Delfina de Signe. Razem z nią bywał w szpitalach i opiekował się z chorymi. W 1317 roku wraz z żoną wstąpił do trzeciego zakonu św. Franciszka. Zmarł 27 września 1323 roku w opinii świętości, mając 38 lat. Pochowany został w kościele franciszkańskim. Został kanonizowany przez papieża Urbana V w dniu 15 kwietnia 1369 roku.